# Артур Мело
Артур Енрике Рамос де Оливеира Мело (порт. Arthur Henrique Ramos de Oliveira Melo; 12. август 1996) је бразилски фудбалер који тренутно наступа за Ливерпул на позајмици из Јувентуса и фудбалску репрезентацију Бразила као играч средњег реда.
Каријеру је почео у Гремију са којим је освојио Копа либертадорес 2017. и Кампеонато Гаучо 2018. После три године проведене у Гремију, Артур је прешао у Барселону 2018. за 31 милион евра.
За сениорску репрезентацију Бразила је дебитовао 2018, а пре тога је наступао за селекцију Бразила до 17 година.

## Клупска каријера

### Гремио
Артур је почео каријеру у клубу из свог родног града, Гојасу са 12 година. 2010. је након што је примећен на јуниорском турниру, прешао у Гремио.
Јануара 2015, након импресивног перформанса на јуниорском Копа Сао Пауло де Фудбал, Артур је унапређен из јуниорског у сениорски тим Гремија, тренера Луиза Фелипеа Сколарија. Био је стартер у дебију за први тим, против Аимора на турниру Кампионато Гаучо. Међутим, измењен је на полу-времену и није више одиграо ниједну сениорску утакмицу те сезоне. 2016. Артур је дебитовао у лиги у последњем мечу сезоне, у поразу од 1-0 од Ботафога, замењујући Каиа на полу-времену.
Године 2017, Артур је постао регуларни првотимац након добрих перформанса у Примеири и Кампеонато Гаучу. На његовом дебију на Копа либертадоресу, у ремију од 1-1 против Клуба Гуаранија, проглашен је за играча утакмице након комплетираних 40 додавања са успехом од 100%. Његов стил игре и грађење зарадили су поређење са шпанским везистима Андресом Инијестом и Тијагом и за њега су били заинтересовани европски клубови Челси, Барселона и Атлетико Мадрид. У мају, Артур је постигао свој први професионални гол, у победи од 3-1 против Флуминенсеа у Купу Бразила. У јулу је постигао свој први лигашки гол, у победи од 3-1 против Виторије. У новембру је изабран за Конмебол играча утакмице у другом мечу финала Копа либертадореса против Лануса, иако је играо 50 минута због повреде.

### Барселона
Дана 11. марта 2018, Барселона је склопила уговор са Гремиом око Артуровог трансфера. Договорили су се да плате 31 милион свра плус 9 милиона додатно. Артур је потписао уговор на шест година и званично је најављен као играч Барселоне 9. јула исте године. 28. јула, Артур је постигао свој дебитантски гол против Тотенхема у пријатељском мечу.
Артур је имао свој такмичарски деби у Суперкупу Шпаније у победи Барселоне над Севиљом од 2-1.
Свој лигашки деби имао је већ у првом колу, где је забележио своју прву асистенцију за клуб. Асистирао је Кутињу у победи од 3-0 против Алавеса. 3. октобра био је један од најбољих играча у победи Барселоне од 4-2 над Тотенхемом.
Свој први Ел Класико одиграо је 28. октобра, где је пружио одличну партију. Артур је именован за једног од најбољих играча УЕФА Лиге шампиона, због својих импресивних партија за Барселону.

### Јувентус
Дана 29. јуна 2020. године, Мело је званично прешао у редове италијанског Јувентуса. Артур је до краја сезоне 2019/20. остао у саставу Блаугране, а од наредне сезоне прешао је у редове Старе даме. У саопштењу се наводило да су два клуба постигли договор око трансфера, и да су Италијани платили 72 милиона евра, уз 10 милиона бонуса.

## Репрезентација
Артур је почео међународну каријеру наступајући за селекцију Бразила до 17 година. Са њом је учествовао на Првенству Јужне Америке 2013. до 17 година. 15. септембра 2017. добио је позив за прве сениорске утакмице репрезентације Бразила против Боливије и Чилеа као део квалификација за Светско првенство 2018. Дебитовао је за репрезентацију 7. септембра 2018. у победи од 2-0 против селекције САД-а, где је ушао као резерва. Први пут је био стартер 12. септембра исте године, у победи над Ел Салвадором од 5-0.
| Бразил | Бразил | Бразил |
| Год.   | Ута.   | Гол.   |
| ------ | ------ | ------ |
| 2018   | 6      | 0      |
| 2019   | 14     | 0      |
| 2020   | 1      | 1      |
| 2022   | 1      | 0      |
| Укупно | 22     | 1      |

## Трофеји

### Гремио
- Копа либертадорес (1) : 2017.
- Кампеонато Гаучо (1) : 2018.

### Барселона
- Првенство Шпаније (1) : 2018/19.
- Суперкуп Шпаније (1) : 2018.

### Јувентус
- Куп Италије (1) : 2020/21.
- Суперкуп Италије (1) : 2020.

### Бразил
- Копа Америка (1) : 2019.